# Хунт, Римо
Римо Хунт (эст. Rimo Hunt; 5 ноября 1985, Хаапсалу) — эстонский футболист, нападающий клуба «Нымме Калью». Выступал в сборной Эстонии.

## Карьера
Начинал свою карьеру в низших эстонских дивизионах, где активно проявлял свои бомбардирские качества. В 2011 году нападающий попал в состав таллинского «Калева», где за один сезон в 30 матчах забил 35 мячей. С 2013 по 2013 выступал в одном из сильнейших клубов страны «Левадия». В её составе становился чемпионом, обладателем кубка и суперкубка Эстонии.
С 2014 года форвард играл в казахстанской Премьер-лиге за «Кайсар». В 2016 году вернулся в «Левадию».

## Сборная
За национальную сборную Римо Хунт дебютировал в 2013 году в товарищеской игре против сборной Беларуси. Первый гол за сборную он забил в ворота сборной Гибралтара в 2014 году, впоследствии этот матч был признан неофициальным.

## Достижения
- Чемпион Эстонии (1): 2013
- Обладатель Кубка Эстонии (1): 2012
- Обладатель Суперкубка Эстонии (1): 2013